# Щёголев, Николай Александрович (хирург)
Никола́й Алекса́ндрович Щёголев (1863—1919) — российский хирург, доктор медицины, профессор Новороссийского университета.

## Биография
Окончил классическую гимназию города Курска, в 1889 г. — Императорскую Военно-медицинскую академию. В 1892 году удостоен степени доктора медицины за диссертацию «Об этиологии острых нагноений».
В 1903 году медицинским факультетом Новороссийского университета избран экстраординарным профессором по хирургической патологии и терапии. В 1904 году перешёл на кафедру госпитальной хирургии. С 1906 года — ординарный профессор по кафедре госпитальной хирургии Новороссийского университета.

### Избранные труды
- Щёголев Н. А. Артродез при pes aquino-varus paralyticus : Чит. в годичном засед. Рус. хирургич. о-ва Пирогова 9 мая 1892 г. — СПб.: тип. А. Ф. Штальценбурга, 1892. — 10 с. — (Отд. отт. из «Трудов Рус. хирургич. о-ва Пирогова» за 1891-92 гг.).
- Щёголев Н. А. К этиологии костных кист трубчатых костей : Чит. в годичном засед. Рус. хирургич. о-ва Пирогова 18 мая 1891 г. — СПб., 1891. — (Отт. из Протоколов и трудов Рус. хирургич. о-ва Н. И. Пирогова» за 1890-91 гг.).
- Щёголев Н. А. Об этиологии острых нагноений (Экспериментально- и клинико-бактериол. исследования) : Дис. … д-ра мед. — тип. и хромолит. А. Траншель, 1892. — 78 с. — (Сер. дисс., допущ. к защите в Воен.-мед. акад. в 1891-1892 г; № 96).
- Щёголев Н. А. Повреждения и хирургические болезни грудной клетки, окололёгочного мешка и лёгких. — СПб.: журн. «Практич. медицина» (В. С. Эттингер), 1902. — 184 с. — (Отт. из изд. «Русская хирургия»; отд.22, вып. 5 и 6).
- Щёголев Н. А. Положение современной хирургии среди других медицинских наук и задачи изучения и преподавания хирургической патологии и терапии : Вступит. лекция, чит. 3 окт. 1903 в Новоросс. ун-те. — М.: т-во скоропечатни А. А. Левенсон, 1904. — 11 с. — (Из журн. «Хирургия». — 1904. — № 86).
- Щёголев Н. А. Проект расширения и переустройства Одесского курорта, согласно современным требованиям бальнеотерапии и климатотерапии. — Одесса: Одесск. гор. обществ. упр., 1914. — 16 с.